# Udo Dammert
Udo Dammert   (Baden-Baden, 18 de maig de 1904 - Weiler-Simmerberg, 20 de maig de 2003) va ser un pianista alemany, professor de piano, autor i col·leccionista d'art.

## Biografia
Formació i carrera musical
Després de créixer a Baden-Baden, Udo Dammert va assistir al "Wilhelmsgymnasium" de Munic i després va estudiar música amb Herbert von Karajan al Mozarteum de Salzburg. El 1925 va ser alumne del pianista Josef Pembaur a l'Acadèmia de Música de Munic. Des de Munic va fer gires de concerts per Europa.
El març de 1927, el jove i compromès pianista Udo Dammert va aparèixer a l'escena musical de Munic, d'orientació tradicional, juntament amb el seu col·lega Franz Dorfmüller (1887–1974) i el compositor Fritz Büchtger (1903–1978) com a cofundadors de l'Associació per a la Música Contemporània, que portava el seu nom Estatuts tenia com a objectiu “interpretar les obres de compositors vius sense vincles de partit ni nacionals”. Sota la direcció de Büchtger i amb el director d'orquestra Hermann Scherchen (1891–1966), que més tard es va incorporar com a líder espiritual, aquesta institució va fer un gran nombre de concerts individuals i, en particular, quatre setmanes de festival de música nova fins al seu final l'any 1932.
A la seva residència de Munic, Dammert va muntar el seu propi estudi de gravació en el qual donava classes als estudiants. Es va casar amb Hedwig Rischner, una estudiant que era filla del metge i hereva de les dues personalitats de la història local de Simmerberg, Bonaventura i Maria König. D'aquesta manera, Dammert va arribar a Simmerberg el 1936 i va continuar les seves activitats de concert des d'allà (uns 2000 en total).
Col·leccionista d'art

Després de la seva exitosa carrera com a pianista, Udo Dammert es va convertir en col·leccionista d'art. Les imatges d'icones que hi ha darrere d'un vidre, que havia col·leccionat al llarg dels anys, es van convertir en una col·lecció única a Europa i que després va arribar a una fundació. Avui es poden veure a la secció "Udo and Hedi Dammert Behind Glass Picture Collections" del Museu del Castell de Murnau. A més dels vitralls, Dammert estava entusiasmat amb l'art d'Àsia i va portar a casa principalment objectes d'art religiós d'allà. Com a consultor del Museu Etnològic de Munic, va transmetre els seus coneixements sobre l'art popular i va posar peces de la seva col·lecció disponibles com a exposicions a grans exposicions internacionals.

## Privat
La idea ecumènica de la coexistència pacífica entre les religions del món va ser de gran importància per a Dammert. Va mantenir un contacte amistós amb artistes com Wassily Kandinsky, Paul Klee, Béla Bartók i Pablo Picasso. Udo Dammert va morir dos dies després del seu 99è aniversari i va ser enterrat a Munic.